# Bergsee (Bad Säckingen)

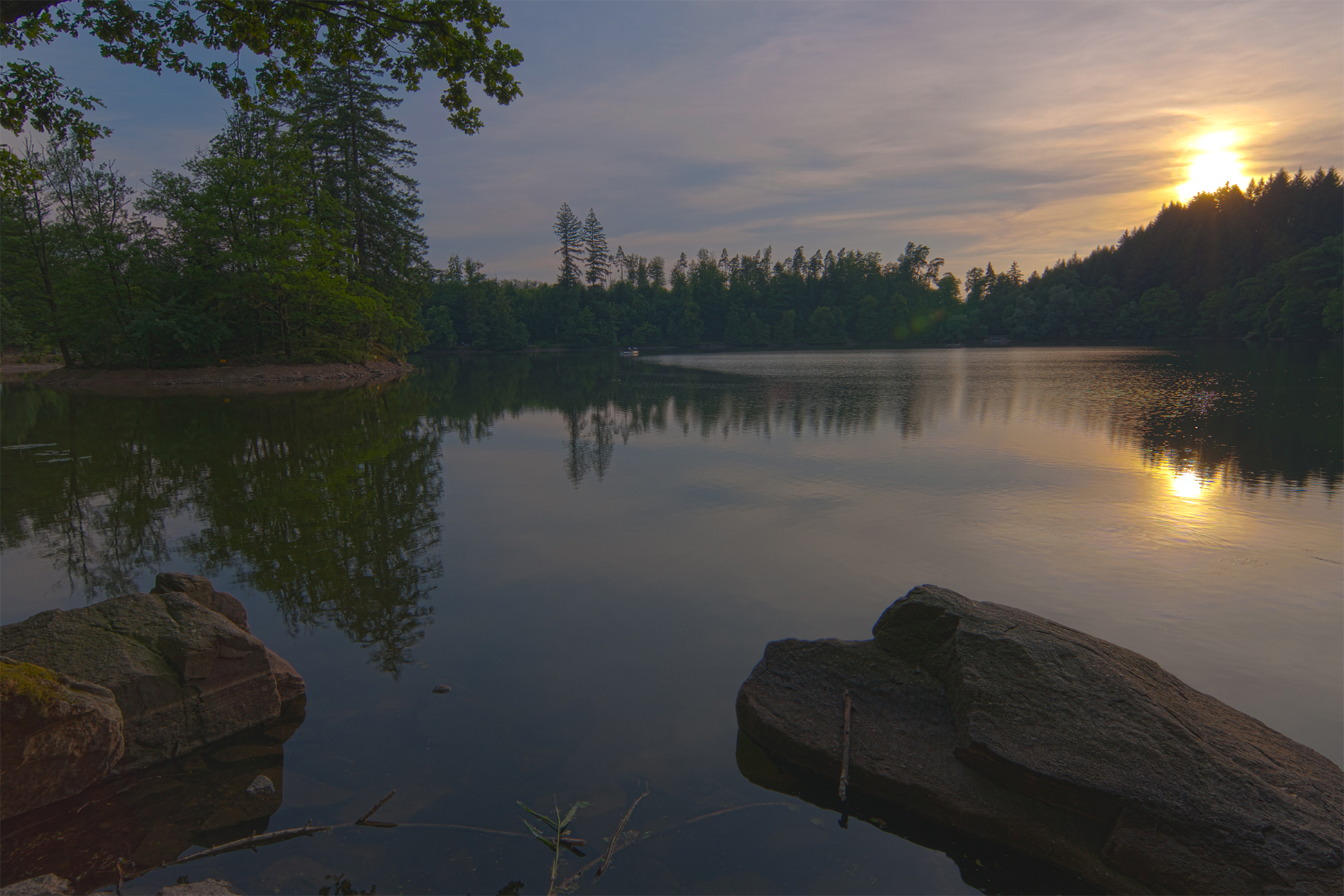

Lacul Bergsee (sau Säckingen Bergsee) este un lac montan în vecinătatea localității Bad Säckingen, Baden-Württemberg, Germania